# 2012 Guo Shou-Jing
Guo Shou-Jing (asteroide 2012) é um asteroide da cintura principal, a 1,9119204 UA. Possui uma excentricidade de 0,178917 e um período orbital de 1 297,83 dias (3,55 anos).
Guo Shou-Jing tem uma velocidade orbital média de 19,51872105 km/s e uma inclinação de 2,90942º.
Esse asteróoide foi descoberto em 9 de Outubro de 1964 por Purple Mountain Obs.